# Список керівників держав 60 року
Список керівників держав 60 року — це перелік правителів країн світу 60 року
Список керівників держав 59 року — 60 рік — Список керівників держав 61 року — Список керівників держав за роками

## Європа
- Боспорська держава — цар Котіс I (45-63)
- плем'я бригантів — королева Картімандуя (43-69)
- Ірландія — верховний король Еллім мак Конрах (56-76)
  - Улад — король Еллім мак Конрах (56-76)
- плем'я іценів — тигерн (вождь) Прасутаг (47-60), після його смерті плем'я очолила його дружина Боудіка (60-61)
- плем'я регніїв — король Тіберій Клавдій Когідубній
- Римська імперія
  - імператор Нерон (54-68)
  - консул Нерон (60)
  - консул Косс Корнелій Лентул (60)

## Азія
- Адіабена — цар Монобаз II (55-сер.70-х)
- Бану Джурам (Мекка) — шейх Бакіла (45-76)
- Велика Вірменія — цар Тигран VI (59-62)
- Диньяваді — Нала Майю (37-68)
- Іберійське царство — цар Фарасман I (35-60), його змінив Митридат II Грузинский (60-75)
- Індо-парфянське царство (Маргіана) — цар Абдагас I (50-70)
- Китай
  - Династія Хань — імператор Лю Чжуан (57-75)
- Корея
  - племінний союз Кая — Суро
  - Когурьо — тхеван (король) Тхеджохо (53-146)
  - Пекче — король Тару (29-77)
  - Сілла — ісагим (король) Тхархе (57-80)
- Коммагена — цар Антіох IV (41-72)
- Кушанська імперія — Куджула Кадфиз (30-80)
- Мала Вірменія — цар Аристобулос Халкідський (55-72)
- Набатейське царство — цар Маліх II (40-70)
- Осроена — цар Ману VI (57-71)
- Персія
  - Парфія — шах Вологез I (51-78)
- Понтійське царство — цар Полемон II (38-64)
- Царство Сатаваханів — магараджа Манділака Сатавахана (57-62)
- Сипау (Онг Паун) — Сау Кам Таут (36-72)
- Софенське царство (Вірменія) — цар Сохем (56-63)
- Хим'яр — цар Каріб'їл Ватар Юган'ім I (45-60)
- Шрикшетра — Такха (59-62)
- Японія — Імператор Суйнін (29 до н. е.—70 н. е.)

## Африка
- Царство Куш — цар Аманітенмеміде (47-62)
  - Римський Єгипет Луцій Юлій Вестін (60-62)